# David Cecil
David Cecil († 1541) was een Engels hoveling en High Sheriff van Northamptonshire.
Hij was een gunsteling van koning Hendrik VII van Engeland. Onder zijn regering bekleedde hij een vertrouwelijke functie, maar het is niet bekend welke. Niet later dan 1507 stichtte hij een kapel in de kerk van St. George in Stamford. Rond die tijd moet hij hofbediende zijn geweest. Hendrik VIII, die zijn vader in 1509 als koning van Engeland opvolgde, begunstigde hem nog meer dan zijn voorganger. Hij werd in 1529 en 1530 benoemd tot High Sheriff van Northamptonshire en toen hij in 1541 overleed bezat Cecil verschillende functies en ontving hij verschillende honoraria, die de vorst aan hem had verleend. Zijn zoon, Richard Cecil, die eveneens hoveling was, was de vader van de beroemde staatsman William Cecil.